# Камній Врх (Літія)
Камній Врх (словен. Kamni Vrh) — поселення в общині Літія, Осреднєсловенський регіон, Словенія. Висота над рівнем моря: 473,6 м.